# سالاد نیسوآز
سالاد نیسوآز (تلفظ فرانسوی: [niˈswaz])، یک سالاد فرانسوی است که از شهر نیس برآمده است. این سالاد به‌طور سنتی با گوجه‌فرنگی، تخم‌مرغ آب‌پز سفت، زیتون نیسواز و ماهی آنچوی یا ماهی تن تهیه می‌شود و با روغن زیتون سرو می‌شود. این سالاد در آغاز سدهٔ ۲۰ میلادی در سراسر جهان رواج یافته‌است و بسیاری از آشپزها آنرا تهیه و دربارهٔ آن بحث کرده‌اند.
آن را می‌توان به صورت سالاد ترکیبی و هم به صورت سالاد مخلوط سرو کرد. ماهی تن تازه پخته شده یا کنسرو شده ممکن است به آن اضافه شود. برای چند دهه، سنت گرایان و مبتکران در مورد اینکه چه موادی باید در این سالاد گنجانده شود اختلاف نظر داشته‌اند. سنتی‌ها سبزیجات پخته شده را حذف می‌کنند. این سالاد ممکن است شامل فلفل قرمز خام، موسیر، کنگر فرنگی و سایر سبزیجات خام فصلی باشد. لوبیای سبز خام برداشت شده در بهار، هنگامی که هنوز جوان و ترد است، ممکن است به آن افزوده شود. با این حال، لوبیا سبز و سیب‌زمینی پخته شده به‌طور معمول در انواع سالاد نیکوزی که در سراسر جهان محبوب است، سرو می‌شود.

## دستورالعمل سنتی و مدافعان آن

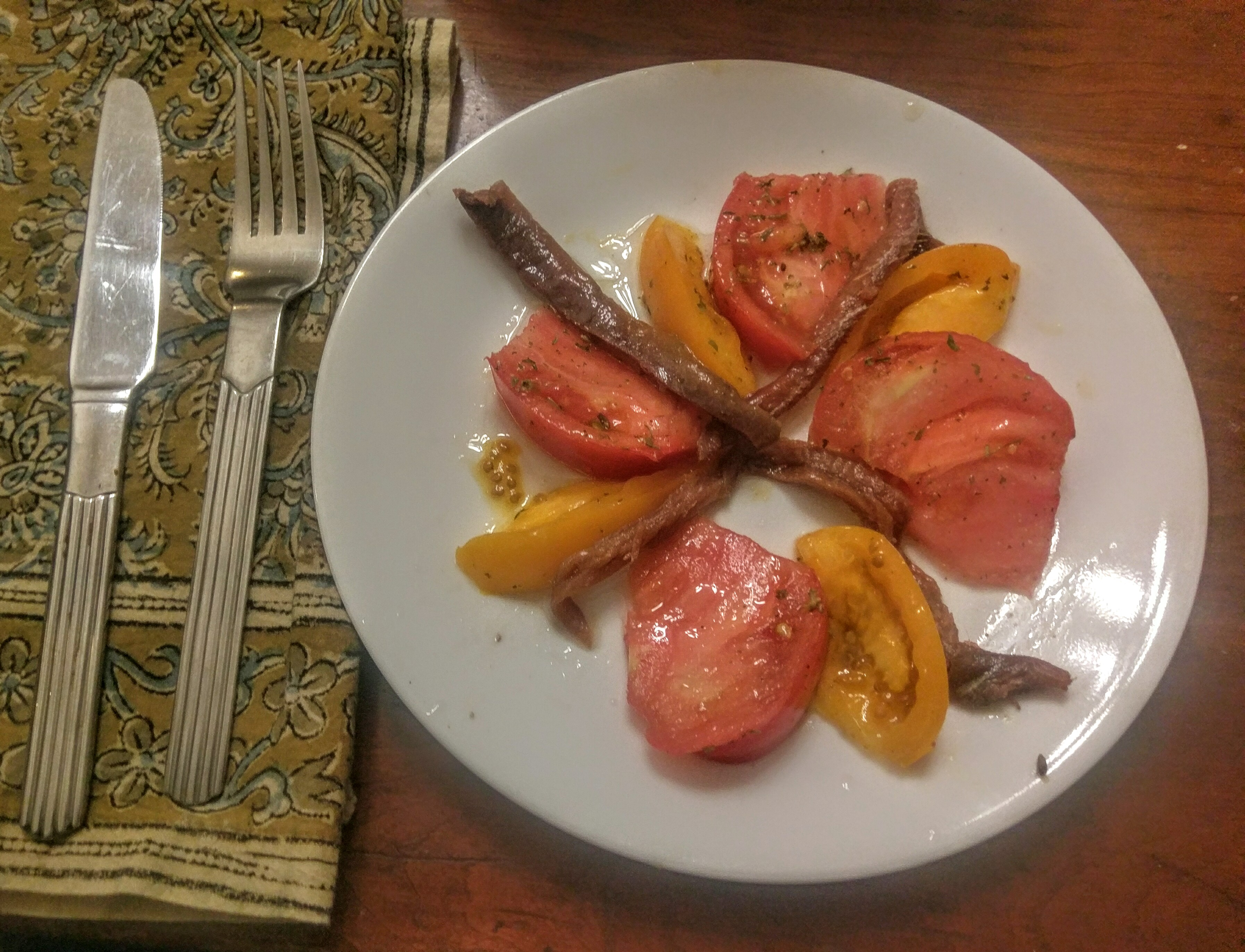
یک نوع سالاد ساده به سبک قرن نوزدهم، ساخته شده از گوجه‌فرنگی، آنچوی و روغن زیتون

نسخه‌ای که در اواخر سدهٔ نوزدهم در نیس شناخته شد، ترکیبی از گوجه‌فرنگی، ماهی آنچوی و روغن زیتون بود که به عنوان «غذای ساده برای افراد فقیر» توصیف می‌شد. با گذشت زمان، سایر مواد تازه و عمدتاً خام تهیه شده در نیس به سالاد اضافه شدند. دستورالعمل هنری هیرو در سال ۱۹۰۳ در کتابی به نام آشپزی در نیس (به فرانسوی: La Cuisine à Nice) شامل گوجه‌فرنگی، آنچوی، کنگر فرنگی، روغن زیتون، فلفل قرمز و زیتون سیاه بود، اما ماهی تن و کاهو را شامل نمی‌شد. سس آن هم شامل روغن زیتون، سرکه، خردل و سبزیجات معطر خرد شده بود.

## آشپزهای برجسته
بسیاری دیگر از سرآشپزها و نویسندگان غذا دستور العمل‌هایی برای سالاد نوشته‌اند. از جمله آنها دانیل بولود، آنتونی بوردین، ملیسا د عربی، هلن دروز، تایلر فلورانس، سیمون هاپکینسون، رابرت ایروین، گوردون رامسی، نایجل اسلاتر، دلیا اسمیت، مارتا استوارت، مایکل سیمون و آلیس واترز می‌باشند.